# Aminoglicòsid

Estructura química de l'estreptomicina, un dels aminoglicòsids més usats en medicina en teràpies d'antibiòtics.

Els aminoglicòsids són un tipus d'antibiòtic naturals o semisintètics, utilitzats com a bactericides, que actuen inhibint la síntesi de proteïnes. Actuen sobre els ribosomes, unint-se a la subunitat 30S i es produeixen errors de lectura que causen la traducció errònia, com a conseqüència de la qual s'inhibeix l'elongació de la cadena de la proteïna.
Els aminoglicòsids d'origen natural són produïts per bacteris dels gèneres Streptomyces, Micromonospora, Bacillus i Pseudomonas, essent l'estreptomicina el primer que es va descriure, el 1944.
L'estructura dels aminoglicòsids és la d'un oligosacàrid amb residus amino en què els sucres estan units mitjançant un enllaç glicosídic a un nucli hexosa o aminociclitol que es troba normalment en posició central. Es classigiquen en diferents grups, segons quin sigui l'aminociclitol central. Els principals grups d'aminoglicòsids són: estreptomicina, espectinomicina, kanamicines (kanamicines A, B i C; amikacina i tobramicina), neomicines (neomicina B i C, paromomicina i butirosina B) i gentamicines (gentamicines C1a, C2 i C1; sisomicina i netilmicina).
Solen ser actius contra moltes espècies de bacteris gramnegatius. En infeccions greus solen administrar-se combinats amb antibiòtics beta-lactàmics, que actuen inhibint la síntesi de la paret cel·lular.